# 바크티 운동

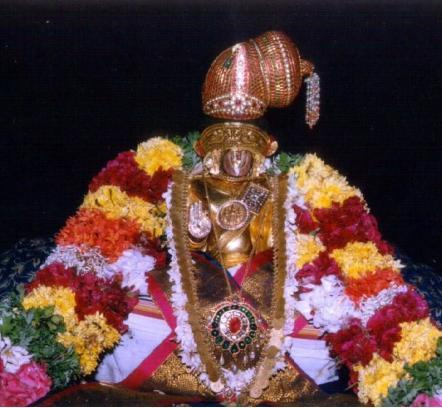
비슈누파 성인 남말바르의 상. 그는 비슈누파 바크티 운동의 12명의 알바르 중 가장 유명한 사람 중 한 명이다.

바크티 운동 또는 박티 운동은 중세 힌두교에서 구원을 얻기 위해 헌신의 방법을 채택하여 사회의 모든 계층에 종교 개혁을 가져오려는 중요한 종교 운동이었다. 바크티 운동은 서기 6세기에 타밀라캄에서 시작되었으며, 비슈누파 알바르들과 시바파 나야나르들의 시와 가르침을 통해 두각을 나타냈다. 바크티 운동은 15세기 이후 북인도를 휩쓸었고, 15세기에서 17세기 사이에 절정에 달했다.
바크티 운동은 지역적으로 다양한 신들을 중심으로 전개되었으며, 일부 하위 종파로 비슈누파, 시바파, 샤크티파, 스마르타파 등이 있었다. 바크티 운동은 그 메시지가 대중에게 전달되도록 현지 언어를 사용하여 설교했다. 그 운동은 드바이타의 이원론부터 아드바이타 베단타의 절대일원론에 이르기까지 광범위한 철학적 입장을 옹호한 많은 시인-성자들에 의해 영감을 받았다.
이 운동은 전통적으로 개인의 출생이나 성별에 관계없이 영성에 대한 개인 중심의 대안적 경로를 제공했다는 점에서 힌두교에서 영향력 있는 사회 개혁으로 간주되어 왔다. 오늘날 학자들은 바크티 운동이 어떤 종류의 개혁이나 반란인지 의문을 제기한다. 그들은 바크티 운동이 고대 베다 전통의 부흥, 재작업, 재맥락화였다고 제시한다.

## 같이 보기
- 푸자